# Лозан (район)
Лозан (порт. Lousã) — район (фрегезия) в Португалии, входит в округ Коимбра. Является составной частью муниципалитета Лозан. Находится в составе крупной городской агломерации Большая Коимбра. По старому административному делению входил в провинцию Бейра-Литорал. Входит в экономико-статистический субрегион Пиньял-Интериор-Норте, который входит в Центральный регион. Население составляет 10 395 человек на 2001 год. Занимает площадь 57,39 км².